# Pascual Custode
Pasquale Maria Custode del Vecchio (Castelnuovo di Conza, Italia, 21 de noviembre de 1873 - Sincelejo, Colombia, 23 de enero de 1928) fue un sacerdote católico que ejerció su actividad ministerial en los departamentos de Sucre y Córdoba, específicamente en las parroquias de Sampués, Palmito, San Andrés de Sotavento, Chinú, Sahagún y Sincelejo, en los que mostró una vocación de servicio inspiradora, desinteresada y transformadora de toda una generación en las Sabanas. La ayuda del "Padre Pascual" fue fundamental para la construcción de los templos de las iglesias de Chalán, Colosó, Chinú y Tolú, así como la basílica de San Francisco de Asís de Sincelejo, donde actualmente reposan sus restos.

## Infancia
Hijo de Giovanni Custode di Guiseppe y Maria Felicia Del Vecchio di Pasquale, agricultores de la región de Salerno, Italia, cuando estos tenían 43 y 40 años; domiciliados en la calle San Nicolás de Castelnuovo di Conza, se dice que nació a las 2 de la mañana del 21 de noviembre de 1873. Pasquale queda huérfano a muy temprana edad, quien pasa al cuidado de su familia extendida, que se hace cargo de él y sus dos hermanos mayores: Giuseppe Nicola y Francesco, con grandísimas dificultades y carencias.

## Llegada a Colombia
Leonardo Andrea di Filippo Custode, familiar por vía paterna, viaja a Cartagena, Colombia, donde encuentra oportunidades comerciales en el municipio de Mompós, ciudad donde afianza relaciones importantes que le permiten establecerse. En 1883 decide traer de Italia a su sobrino mayor Giuseppe Nicola a trabajar en la construcción del ferrocarril de Calamar a Cartagena (radicado en San Estanislao de Kotska, Bolívar), quien a su vez financia el viaje de sus dos hermanos menores, así como el ingreso al territorio colombiano, en 1885.

## Ministerio
Pasquale ingresó al Seminario Conciliar de San Carlos Borromeo de Cartagena, ordenándose como sacerdote el 18 de noviembre de 1901, cuando era el Arzobispo de Cartagena el Dr. Pedro Adán Brioschi, quien lo comisiona como coadjutor en la vicaría de Sincelejo, desde donde fue encargado a las parroquias de Sampués, Palmito, San Andrés de Sotavento, Chinú y Sahagún, inspirando a muchos jóvenes a seguir la vocación ministerial de servicio apostólico en las comunidades más marginadas y vulnerables de la época, las cuales eran muchas después de la guerra civil o guerra de los mil días, que destruyó gran parte de la productividad e identidad de los pueblos de las Sabanas de Córdoba y Sucre. Dentro de los jóvenes que le siguieron estuvieron, entre otros, Efraín García Escudero y Miguel de Jesús Aldana, de quienes fue consejero y guía.
En 1905 inaugura la Catedral de San Francisco de Asís de Sincelejo, después de 12 años de construcción, terminándola a base de rifas y tómbolas, así como colectas desde donde se acudió a la generosidad de toda la ciudad, especialmente de los más adinerados.
Muchas sociedades filantrópicas fueron constituidas para recolectar dinero, y así destinarlos a la construcción de templos, así como para obras de caridad con el necesitado, entre ellas: la Sociedad San José, De la Cruz, Del Sagrado Corazón, como muchas otras.
La vida pública de Custode no estuvo exenta de polémicas, bien sea por el continuo recaudo de dineros, por las actividades desarrolladas (que incluyeron el impulso al surgimiento de las Corralejas de Sincelejo), bien sea por el manejo del atrio de la iglesia, el cual luchó para que se usara en el marco de lo deseable, lo cual trascendería indefectiblemente al espectro político.
En 1911 viajó a Roma donde tuvo una inolvidable audiencia con el Papa Pío X, donde explicó los alcances de su ministerio en la región. A su llegada a Sincelejo fue recibido con ovaciones y arcos de flores que le arrancaron lágrimas a su alma, en medio de su corazón humilde y sencillo.
El 19 de octubre de1935,  trajo de Italia el reloj público y la campana mayor.

## Enfermedad y muerte
Tras una prolongada enfermedad fallece en Sincelejo la noche del 23 de enero de 1938. Sus restos reposan bajos las losas del altar de la Catedral de Sincelejo, como dedicación a su memoria.
Fue tan significativa la muerte del Padre Pascual que el poeta Pompeyo Molina, gloria de la Perla de las Sabanas, que diez años antes de su fallecimiento en Bogotá, en 1954, escribió dolido:
"Campanas de mi pueblo
que sabéis el idioma de la infancia
y anunciáis esta noche jubilosa
al Niño del Portal.
Há muchos años que murió mi abuela,
la generosa madre está lejana,
se fue el hermano y se ausentó la hermana,
murió el padre Pascual.
Y Peluca aquel loco taciturno
que recorrió las calles provinciales
seguido de los chicos de mi barrio,
también se murió ya.
Hay un parque en la plaza de mi infancia,
han venido al solar gentes extrañas,
todo cambiado está.
Campanas de mi pueblo
que repicasteis en la arcaica torre
cuando el padre y señor Pascual Custode
me bautizara a mi!
Ya no tiene sabor mi nochebuena,
nadie traduce ya vuestros repiques,
ya no somos de aquí".